# 日立粉末冶金
日立粉末冶金株式会社（ひたちふんまつやきん、Hitachi Powdered Metals Co., Ltd.）は、かつて存在した日立グループ傘下のメーカー。本社を千葉県松戸市に置いていた。

## 沿革
- 1968年（昭和43年）- 日立化成工業株式会社（のちの日立化成、現・昭和電工マテリアルズ）から部品事業部が分離し、日立粉末冶金株式会社を設立。
- 1987年（昭和62年）
  - 1月23日 - 東京証券取引所2部上場。
  - 3月27日 - 1株を1.15株に分割。
- 1988年（昭和63年）3月28日 - 1株を1.1株に分割。
- 1995年（平成7年） - 東京証券取引所1部指定替え。
- 2008年（平成20年）3月26日 - 日立化成工業の完全子会社となり、上場廃止。
- 2010年（平成22年）
  - 4月1日 - 
    - 営業、事業企画、研究部門を日立化成工業に移管。
    - 日立化成商事が同社子会社である関東商事を吸収合併。
    - 日立化成テクノサービスが同社子会社であるエムイーシーを吸収合併。
    - 日立化成工業に同社孫会社Siam HPMを譲渡。

  - 9月14日 - Thai Sintered Productsの子会社化および新会社Hitachi Powdered Metals (Thailand) の設立を発表。
  - 9月16日 - PT. Hitachi Powdered Metals Indonesia（仮称）の設立を発表。
- 2014年（平成26年）4月1日 - 日立化成に吸収合併。

## 主な製品
- 金属製品（機械部品、軸受など）
- 化学製品（黒鉛や二硫化モリブデン関連製品など）
- インクリボン

## 製造事業所
- 松戸事業所（松戸市）
- 香取事業所（香取郡）

## グループ会社
- Hitachi Powdered Metals (Singapore) Pte.Ltd.（シンガポール）
- Sintering Technologies, Inc.（アメリカ）
- 日立粉末冶金（東莞）有限公司（中国）
- Hitachi Powdered Metals (Thailand) Co.,Ltd.（タイ）